# Folk rock
Folk rock é um gênero musical que combina elementos do folk e rock. O termo surgiu nos Estados Unidos e Canadá em meados da década de 1960. O som era composto por harmonias vocais afinadas e uma abordagem limpa para a utilização de instrumentos elétricos como a guitarra elétrica. O repertório era desenvolvido a partir de fontes tradicionais e também de outros artistas como Bob Dylan e Joni Mitchell. O estilo passou para a Europa através do gênero chamado folk rock britânico, que teve, como bandas pioneiras, Pentangle e Fairport Convention, que, apesar de começarem com o mesmo som das bandas estadunidenses, logo encontraram elementos locais do Reino Unido para suas composições.
A partir da década de 1970, começaram a surgir ramificações no estilo que consistiam no relacionamento com outros gêneros musicais contemporâneos, tais como o acid folk, folk psicodélico (relacionado com o rock psicodélico) e folk progressivo (relacionado com o rock progressivo). O folk progressivo foi representado pela banda Jethro Tull principalmente nos álbuns Songs from the Wood (1977) e Heavy Horses (1978); apesar disso, outros álbuns da banda também são bastante relacionados com o estilo.

## Folk rock no Brasil
No Brasil, o Folk Rock é bastante popular, principalmente no campo cultural. Os cantores Gilberto Gil e  Caetano Veloso cantaram músicas de Folk Rock com temas relacionados ao folclore brasileiro e a temas indígenas. O cantor Zé Geraldo, considerado o Bob Dylan brasileiro, também faz parte Da história do Folk Rock brasileiro. 
Também existem grandes artistas e bandas que seguem o gênero, como por exemplo a banda " O Bardo e o Banjo ", Vanguart, Roque Malasartes e os Cantores Humberto Gessinger e David Ballot.